# Stiftelsen Läxhjälpen
Stiftelsen Läxhjälpen är en icke-vinstdrivande insamlingsstiftelse som bedriver ett riktat och resultatfokuserat läxhjälpsprogram för högstadieelever som riskerar att inte klara skolan, så att de når gymnasiebehörighet med självförtroende inför framtiden. I samverkan med näringsliv, stiftelser och kommuner tillhandahålls läxhjälpsprogrammet i skolor med resultat som ligger under rikssnittet och i områden där behovet är som störst.
Verksamheten består av avlönade universitets- och högskolestudenter som hjälper eleverna två gånger i veckan. Sedan starten 2007 har Läxhjälpen mätt och levererat tydliga resultat. Henrik Szabo är Stiftelsen Läxhjälpens generalsekreterare sedan 2019.
Resultat från senaste åren:
- 70 % av Läxhjälpens elever når gymnasiebehörighet.
- 73 % får ökat självförtroende.
- 77 % har fått ökad lust att studera vidare.[2]

Stiftelsen Läxhjälpen har 90-konto och kontrolleras därmed av Svensk Insamlingskontroll. Endast föreningar som godkänns av Svensk Insamlingskontroll har rätt till ett 90-konto. För givaren är det en bekräftelse på att insamlingen sköts på ett ansvarsfullt sätt och att pengarna går dit de ska. Minst 75% av gåvorna ska gå till ändamålet för att en organisation ska få behålla sitt 90-konto.

## Bakgrund
Stiftelsen Läxhjälpen grundades 2007 av Harald Ullman. Efter att ha följt skoldebatten ville han göra något konkret för att hjälpa fler unga att klara skolan. I september 2007 anställdes Maria Arneng som projektledare och inom kort startades Läxhjälpen, med syftet att ge läxhjälp till ungdomar som behöver extra hjälp för att klara skolan. Ambitionen var att fler elever skulle uppnå betygsmålen för att komma in på gymnasiet, och därigenom skapa sig bättre förutsättningar för att påverka sin framtid. Sedan starten 2007 har tusentals elever nått gymnasiebehörighet och getts förutsättningar att forma sin egen framtid genom Stiftelsen Läxhjälpens läxhjälpsprogram.

## Stiftelsen Läxhjälpens metod
Läxhjälpsprogrammet är gratis för elever och sker i samverkan med elevernas skolor. Skolorna ligger under rikssnittet i gymnasiebehörighet och eleverna väljs ut av lärare som har gjort bedömningen att eleverna inte kommer att uppnå tillräckliga skolresultat utan extra stöd. Läxhjälparna är avlönade universitets- och högskolestudenter som kommer från olika bakgrunder, erfarenheter och studieinriktningar. Läxhjälparen fungerar också som en representant för sin egen utbildning och en positiv förebild för eleverna. 
Läxhjälpsprogrammet följer tydliga ramar och riktlinjer och läxhjälpen är kostnadsfri för eleverna på samarbetsskolorna. Stiftelsen Läxhjälpens vision är att alla ska växa upp med förutsättningar att klara skolan och stiftelsen verkar efter följande metod:
- Gratis där det behövs som mest: Läxhjälpen samarbetar med skolor där skolresultaten ligger under rikssnittet.
- Långsiktighet och kontinuitet: Eleverna följer ett strukturerat och, för dem, gratis program där samma läxhjälpare och elev möts sex timmar i veckan under minst en termin.
- Förebilder och identifikation: Läxhjälparna är avlönade högskolestudenter som ofta kommer från målgruppen själva och fungerar som positiva förebilder som kan skapa identifikation.
- Kvalitet och resultat: Läxhjälpen fokuserar på små grupper om fem elever per läxhjälpare där resultat mäts över tid.[4]

## Finansiering
Läxhjälpen samarbetar med företag, stiftelser, kommuner och skolor. Som samarbetspartner till Läxhjälpen ges man möjlighet att verka på lokal nivå – i en specifik skola, område eller ort – eller möjlighet att stötta Läxhjälpens arbete nationellt och på flera orter. 
Utöver att stötta elevplatser i läxhjälpsprogrammet adderas ett antal mervärden till Läxhjälpens samarbetspartners. Dessa mervärden kan innefatta aktiviteter kring medarbetarengagemang, kommunikation eller nätverkande.

## Utmärkelser
- 2009 tilldelades Läxhjälpens generalsekreterare, Maria Arneng utmärkelsen Månadens stockholmare för sitt arbete med Stiftelsen Läxhjälpen.

- 2012 tilldelades Läxhjälpens generalsekreterare, Maria Arneng, stipendium från Hugo Stenbecks stiftelse för att vara en eldsjäl och social entreprenör, som genom Stiftelsen Läxhjälpen arbetar för att göra världen bättre för barn och unga.

- 2013 blev Läxhjälpen utnämnda till uppdragsgivare i Reklamtävlingen för studenter, 48H[6].

- 2017 blev Stiftelsen Läxhjälpen nominerade till "Årets samhällsentreprenör" av Dagens Samhälle.[7]

- 2017 tilldelades Stiftelsen Läxhjälpen priset "Årets utbildningsinsats" vid Faktum-galan.[8]

- 2020 tilldelades Stiftelsen Läxhjälpen årets 5i12-pris för arbetet i Södertälje.[9]

- 2021 fick Stiftelsen Läxhjälpen Fem i tolv-priset för arbetet i Norrköping.[10]

- 2022 blev Stiftelsen Läxhjälpen ny förmånstagare till Svenska Postkodlotteriet. Det blev då den 59:e ideella organisationen som får ta del av Postkodlotteriets årliga överskott.[11]

## Styrelse
- Anders Milton, styrelseordförande

- Eva von Wernstedt, styrelseledamot

- Tore Robertsson, styrelseledamot

- Anna Heide, styrelseledamot

- Elisabet Nihlfors, styrelseledamot

- Lars Stjernkvist, styrelseledamot